# 53 Калипсо
53 Калипсо (лат. 53 Kalypso) је астероид главног астероидног појаса са пречником од приближно 115,38 km.
Афел астероида је на удаљености од 3,154 астрономских јединица (АЈ) од Сунца, а перихел на 2,080 АЈ.
Ексцентрицитет орбите износи 0,205, инклинација (нагиб) орбите у односу на раван еклиптике 5,168 степени, а орбитални период износи 1546,806 дана (4,234 године).
Апсолутна магнитуда астероида је 8,81 а геометријски албедо 0,039.
Астероид је откривен 4. априла 1858. године.